# الاربعین
الاربعین (به عربی: الأربعین) یک روستا در سوریه است که در استان حماه واقع شده‌است و ۱٬۴۰۰ نفر جمعیت دارد.